# Ramona (roman)
Ramona is een Engelstalige roman uit 1884 van de Amerikaanse schrijfster Helen Hunt Jackson.
Het verhaal speelt zich af in Zuid-Californië na de Mexicaans-Amerikaanse Oorlog (1846-1848) en behandelt het leven van een Amerikaans wees van gemengd Schots-indiaanse origine. Ramona heeft zwaar te lijden onder racisme.
Ramona werd eerst uitgegeven in wekelijkse aflevering in de Christian Union. De roman werd al snel razend populair. Ondertussen is Ramona meer dan 300 keer herdrukt en zijn er vier filmversies van gemaakt. Sinds 1923 wordt er jaarlijks een toneelversie opgevoerd. Geen enkele roman heeft een grotere invloed gehad op de beeldvorming rond Zuid-Californië. Terwijl Jackson met Ramona vooral de mishandeling van de indianen wou aanklagen, bleek de roman uitermate succesvol in het romantiseren van het Spaans-Mexicaanse erfgoed van Californië. Omdat de publicatie van Ramona samenviel met de opening van de spoorwegen naar Los Angeles, kwamen toeristen na 1884 in grote stromen naar Zuid-Californië om er de plaatsen uit de roman te zien.